# Karandaq
Karandaq (persiska: كرندق, كَرَندَرَق, قَرَندَ, كَرَندَ, كَرَنداغ) är en ort i Iran.   Den ligger i provinsen Ardabil, i den nordvästra delen av landet, 400 km nordväst om huvudstaden Teheran. Karandaq ligger 1 699 meter över havet och antalet invånare är 801.
Terrängen runt Karandaq är lite bergig, och sluttar västerut. Runt Karandaq är det ganska glesbefolkat, med 38 invånare per kvadratkilometer. Närmaste större samhälle är Gūrān Sarāb, 19,8 km söder om Karandaq. Trakten runt Karandaq består i huvudsak av gräsmarker.